# マイルカ属
マイルカ属（真海豚属、Delphinus）はクジラ目ハクジラ亜目マイルカ科に属する属の一つ。マイルカ属はマイルカ（真海豚、Delphinus delphis）とハセイルカ（Delphinus capensis）の2種で構成される。ネッタイマイルカ（熱帯真海豚、Delphinus tropicalis）を種とする分類もある。詳細は本項の「分類学」を参照。
和名ではマイルカすなわち「真のイルカ」、英名でもCommon Dolphin（普通のイルカ）であるが、多くの人が「イルカ」と聞いた時に初めに思い浮かべるイルカはこのマイルカではなく、ハンドウイルカ（バンドウイルカ）であろう。これはテレビシリーズの『わんぱくフリッパー』（原題 Flipper）で活躍したイルカがハンドウイルカであることや、世界中の水族館で最も多く飼育されているイルカがハンドウイルカであることが主な原因であろう。好奇心旺盛で人懐っこいハンドウイルカに比べて、やや神経質な性格とされ飼育例は少ない。

## 分類
マイルカ属 Delphinus
- マイルカ Short-beaked Common Dolphin（単にCommon Dolphinとも）, Delphinus delphis
  - LEAST CONCERN (IUCN Red List Ver. 3.1 (2001))
- ハセイルカ Long-beaked Common Dolphin, Delphinus capensis
- （ネッタイマイルカ Arabian Common Dolphin, Delphinus tropicalis（ハセイルカの亜種とされることが多い。詳細は本項の「分類学」を参照））

## 分類学
マイルカ属に属するイルカは、生息域によるサイズ、体型、体色の差異が大きく、過去数十年の間に、20以上もの種が提案されていたが、1990年代半ばまでは、マイルカ属に属するのは通常はマイルカ (Delphinus delphis) のみとされていた。しかし1960年代、カリフォルニア州の生物学者は、マイルカ属に属するのは2種（口吻の短い種と口吻の長い種）であると結論付けた。1990年代になり、遺伝子解析により裏付けられ、現在ではマイルカ（Delphinus delphis、英名 Short-beaked Common Dolphin（口吻の短いマイルカの意））とハセイルカ（Delphinus capensis、英名 Long-beaked Common Dolphin（口吻の長いマイルカの意））との2種に分類されることが多い。
同じく遺伝子解析により、第三の種となる可能性のあるイルカが存在することがわかっている。
このイルカはネッタイマイルカ（Delphinus tropicalis、英名 Arabian Common Dolphin（アラビアのマイルカの意））とも呼ばれ、紅海やインド洋に棲息し、特に細長い口吻が特徴である。
現時点では独立した種ではなくハセイルカの一亜種であって、一部の地域のみに棲息し固有の特徴を有しているものとされることが多い。

## 分布と生息数

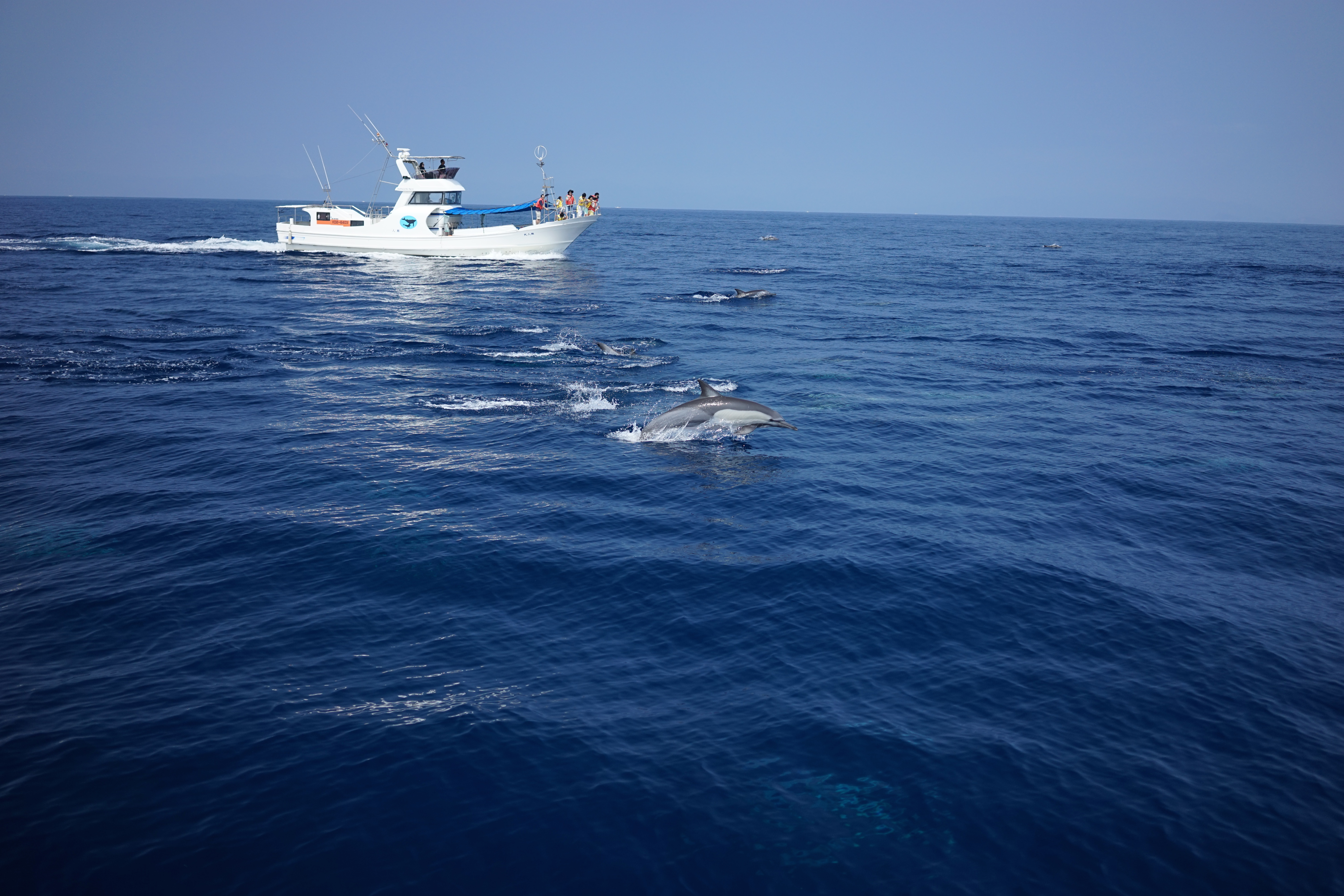
土佐湾でのウォッチング船団とハセイルカの群れ

マイルカ属のイルカは、世界中の温帯から熱帯の海域、緯度で表現すると北緯50度から南緯40度の海域に棲息する。離れた生息域間での相互の関りは少ないと考えられている。
紅海や地中海のような閉ざされた海を好むが、浅瀬の他に深い遠洋や広くない大陸棚を好むことも知られている。日本沿岸では、土佐湾、大阪湾などの瀬戸内海や豊後水道、日向灘、天草灘・有明海などで比較的よく見られる。伊勢湾では確認される限り世界でも最北端の定住群が存在し、大村湾にも定住に近い形の地方群が棲息する。
定住する群も、回遊パターンを有する群も、どちらも知られている。
水温は10℃から28℃を好む。
全生息数は知られていないが、数十万頭であろうと考えられている。

## 行動
マイルカ属のイルカは、10頭から50頭程度の群を成して行動することが多いが、100頭から2000頭の群 (School) を成すこともしばしばある。行動は非常に活動的であり、群で浮上したり、ジャンプして水をはねたり、といった行動を行う。またブリーチング（ジャンプしたあと、体の側面を水面にぶつけて水をはね飛ばす行動）、尾びれや下顎で水面を叩いたり、水面をかすめるように跳んだりということもよく行う。
東太平洋においては、他のクジラ目の動物と一緒に行動する様子も観察されており、ゴンドウクジラの群と泳ぐことも知られている。各種のイルカが人間の船が作る船首波を跳ぶことはよく知られているが、大型のクジラが泳ぐ時にできる波を跳ぶことがその行動の起源である、という興味深い説もある。
妊娠期間は11ヶ月であり、出産の間隔は1年から3年である。5年程度で性成熟し、寿命は20年から25年である。ただし、生息域による違いも大きい。

## 人間との関係
人間による影響は種々ある。
ペルー沖では、食用あるいはサメ漁用の餌として捕獲されている。
他の多くの海域では、直接にはイルカ漁の対象とはなっていないことが多いが、数千頭がトロール船の魚網による混獲が原因で死んでいる。
西地中海においては、1960年代までは多数が棲息していたが、その後、生息数が急速に減少している。
原因は不明であるが、その海域における人間の何らかの活動が原因となっているのだろうと考えられている。

## 世界最古の化石
北海道新十津川町で発見されたイルカの頭骨の化石（道開拓記念館収蔵）が2014年の研究でマイルカ科の中で世界最古の化石であることが判明した。